# Estadio Gelora Sriwijaya
El Estadio Gelora Sriwijaya (en indonesio: Stadion Gelora Sriwijaya es un estadio multiuso ubicado en la ciudad de Palembang en la Provincia de Sumatra del Sur en Indonesia.

## Historia
El estadio fue inaugurado en el año 2004 con el nombre Estadio Jakabaring con capacidad para 23 000 espectadores y fue la sede de los Juegos Nacionales de Indonesia de ese año.
En 2007 cambió su nombre por el actual por el imperio indonesio de Sriwijaya, el cual abarcó del siglo VII al XIII. En ese año fue una de las sedes de la Copa Asiática, donde fue la sede del partido por el tercer lugar entre Corea del Sur y Japón.
Tres años después fue sede de la Copa Suzuki AFF 2010, un año después fue la sede principal de los Juegos del Sureste Asiático de 2011, de los Juegos de la Solidaridad Islámica 2013, de los Juegos Universitarios de la ASEAN 2014, del Campeonato Femenil de la AFF 2018 y la segunda sede importante de los Juegos Asiáticos 2018.